# El capitán de Castilla
El capitán de Castilla (título original en inglés Captain from Castile) es una película histórica de aventura realizada en 1947 por 20th Century Fox y dirigida por Henry King. Los protagonistas son Tyrone Power, Jean Peters y Cesar Romero. Se rodó en Michoacán, México.
La película es una adaptación de la novela del mismo nombre, del escritor estadounidense Samuel Shellabarger, publicada en 1945. El argumento es un clásico de capa y espada con las tradicionales convenciones de este género, que logra imponerse con una composición visual destacada.
Esta película supuso el debut cinematográfico de la actriz Jean Peters. Alfred Newman fue nominado al premio Óscar a la mejor banda sonora por esta película.

## Argumento
A comienzos del siglo XVI, el noble español Pedro de Vargas se ve obligado a huir del país para evitar al inquisidor Diego de Silva. Viaja junto a unos amigos a América, donde se une a la expedición de Hernán Cortés en México.